# Israel Houghton

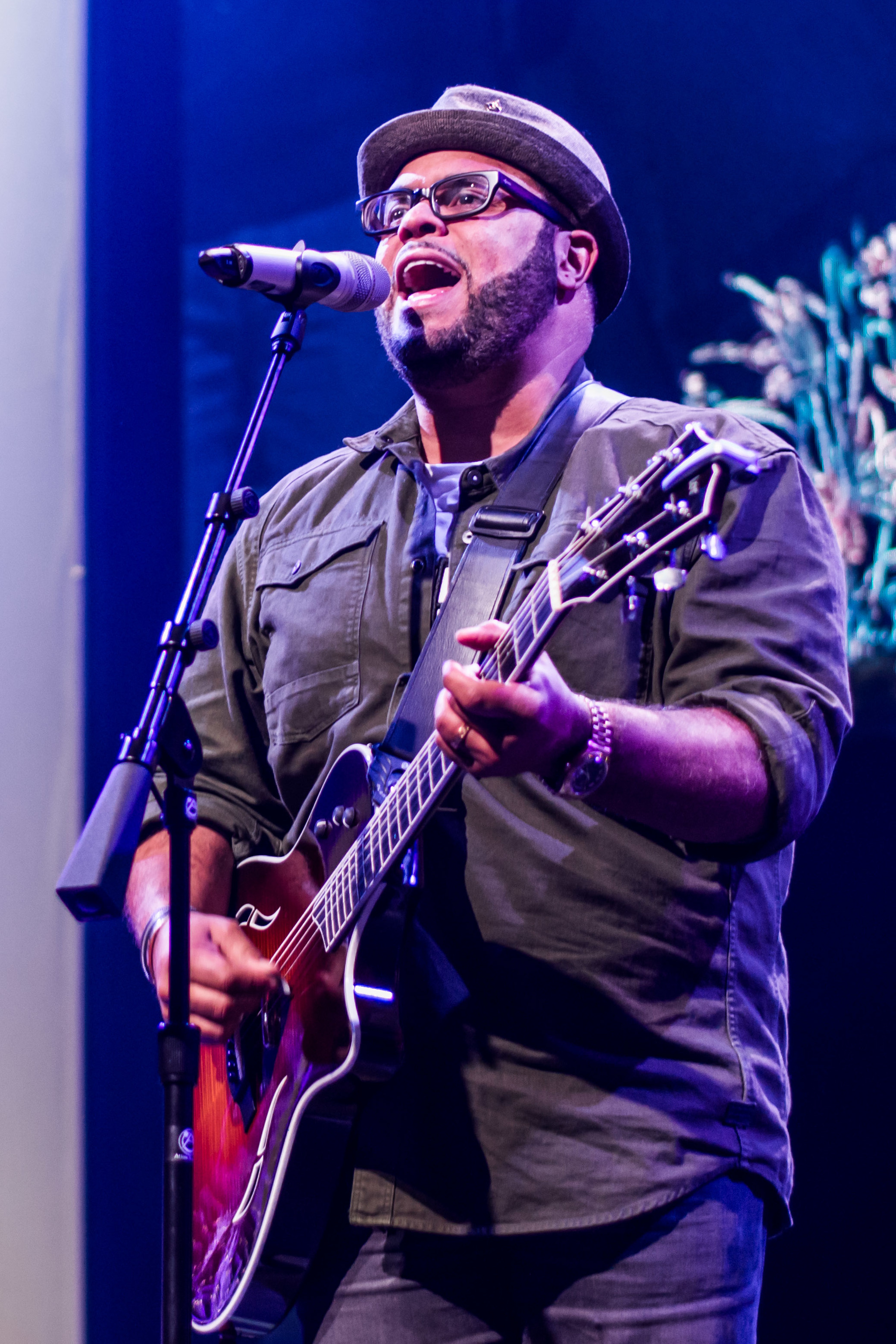
Houghton bei einem Gottesdienst der Free Chapel Church in Suwanee, Georgia

Israel Houghton (* 19. Mai 1971 in Oceanside, Kalifornien) ist ein US-amerikanischer Gospelsänger, Singer-Songwriter und Lobpreisleiter. Er wurde bekannt durch seinen interkulturellen Stil der christlichen Musik, die Elemente aus Gospel, Jazz, Rockmusik und Reggae fusioniert. Houghton tritt in der Regel unter der Bezeichnung „Israel & New Breed“ auf. Er ist einer der Lobpreisleiter bei Joel Osteens Lakewood Church in Houston, Texas.

## Biografie
Houghton ist der nichteheliche Sohn einer weißen Mutter und eines schwarzen Vaters. Seine Mutter war noch minderjährig, als er gezeugt wurde, verweigerte jedoch Pläne für Abtreibung, die ihr vorgeschlagen wurde. Sie war eine begabte Konzertpianistin, die eine aussichtsreiche Karriere vor sich hatte. Noch während der Schwangerschaft trennte sie sich vom Kindsvater.
Houghton, seine Frau Meleasa und seine drei Kinder, Mariah, Israel und Milan Lillie lebten in Kingwood bei Houston. Am 22. Februar 2016 gab Houghton auf seiner Facebook-Seite bekannt, dass er und seine Frau sich nach einer langen Trennung scheiden ließen. Seit dem 11. November 2016 ist er mit der Sängerin und Schauspielerin Adrienne Houghton verheiratet.

## Musikalische Karriere
Israel Houghton ist aktiver Lobpreisleiter, Musiker, Songwriter, Produzent und Aufnahmekünstler. Er spielt Gitarre und Keyboards und verfasst seit 1994 geistliche Musikstücke. Sein Werk umfasst über 50 Alben als Künstler oder Produzent.
Im Jahr 1995 gründete Houghton die „New Breed“, die mit ihm im Jahr 1997 mit den Produktionen „Whisper It Loud“ und „Way of the World“ debütierten. In dieser Zeit hat Houghton elf Einzel- und Gruppen-CDs veröffentlicht und hatte kommerzieller Erfolge mit den Billboard-Chartstürmern „New Season“, „Power of One“ und „Jesus At The Center“. Er erreichte Goldstatus mit dem Verkauf der Alben „Alive in South Africa“ und „Live From Another Level“.
Houghton führte eine Gruppe von Weltklasse-Musikern und Sängern zusammen, um einen neuen christlich geprägten Weltmusik-Sound zu kreieren, die dem Klang der zeitgenössischen Praise-&-Worship-Musik eine neue Farbe hinzufügen soll. Er hat zahlreiche Grammy-, Dove-, Stellar-, NAACP-Image- und Soul-Train-Award-Nominierungen erhalten und hat mehrere, darunter fünf Grammy-Awards, 13 Dove Awards, zwei Stellar Awards und einen Soul-Train Music-Award gewonnen.

### Auftritte
Israel and New Breed begleiteten Alicia Keys bei den MTV Video Music Awards 2007 bei einer Aufführung von George Michaels „Freedom! '90.“
Israel and New Breed bereicherten die Grammy Awards 2008 als Teilnehmer einer Gospelmusikadresse, neben Größen wie Aretha Franklin und BeBe Winans.
Houghton sang auch mit Michael W. Smith auf dem Album „A New Hallelujah“, das 2008 in der Lakewood Church in Houston live aufgenommen wurde.

## Diskografie

### Alben
| Jahr               | Titel                               | Höchstplatzierung, Gesamtwochen, AuszeichnungChartplatzierungen (Jahr, Titel, Platzierungen, Wochen, Auszeichnungen, Anmerkungen) | Höchstplatzierung, Gesamtwochen, AuszeichnungChartplatzierungen (Jahr, Titel, Platzierungen, Wochen, Auszeichnungen, Anmerkungen) | Anmerkungen                                                                           |
| Jahr               | Titel                               | US | Gospel | Anmerkungen                                                                           |
| ------------------ | ----------------------------------- | --- | --- | ------------------------------------------------------------------------------------- |
| Israel & New Breed |                                     | | |                                                                                       |
|                    |                                     | | |                                                                                       |
| 2002               | Real                                | — | Gospel33 (14 Wo.)Gospel | Erstveröffentlichung: 29. Oktober 2002                                                |
| 2004               | Live From Another Level             | US146 Gold · (7 Wo.)US | Gospel5 (103 Wo.)Gospel | Erstveröffentlichung: 4. Mai 2004                                                     |
| 2005               | Alive in South Africa               | US62 Gold · (7 Wo.)US | Gospel3 (104 Wo.)Gospel | Erstveröffentlichung: 25. Oktober 2005                                                |
| 2006               | A Timeless Christmas                | — | Gospel40 (13 Wo.)Gospel | Erstveröffentlichung: 26. September 2006                                              |
| 2007               | A Deeper Level                      | US48 (7 Wo.)US | Gospel3 (78 Wo.)Gospel | Erstveröffentlichung: 4. September 2007                                               |
| 2009               | The Power of One                    | US34 (11 Wo.)US | Gospel1 (78 Wo.)Gospel | Erstveröffentlichung: 24. März 2009                                                   |
| 2010               | Love God, Love People               | US27 (9 Wo.)US | Gospel1 (53 Wo.)Gospel | Erstveröffentlichung: 31. August 2010                                                 |
| 2012               | Decade                              | — | Gospel10 (77 Wo.)Gospel | Erstveröffentlichung: 5. März 2012                                                    |
| 2012               | Jesus at the Center: Live           | US32 (9 Wo.)US | Gospel1 (79 Wo.)Gospel | Erstveröffentlichung: 14. August 2012                                                 |
| 2013               | Jesús en el Centro (En Vivo)        | — | Gospel48 (3 Wo.)Gospel | Erstveröffentlichung: 14. August 2013 spanische Version von Jesus at the Center: Live |
| 2014               | The Very Best of Israel & New Breed | — | Gospel34 (7 Wo.)Gospel | Erstveröffentlichung: 19. Januar 2014                                                 |
| 2015               | Covered: Alive in Asia              | US48 (2 Wo.)US | Gospel1 (30 Wo.)Gospel | Erstveröffentlichung: 24. Juli 2015                                                   |
| 2021               | Feels Like Home, Vol. 1             | — | Gospel1 (3 Wo.)Gospel | Erstveröffentlichung: 26. Februar 2021                                                |
| 2021               | Feels Like Home, Vol. 2             | — | Gospel7 (1 Wo.)Gospel | Erstveröffentlichung: 2. April 2021                                                   |
| Israel Houghton    |                                     | | |                                                                                       |
|                    |                                     | | |                                                                                       |
| 2018               | The Road To DeMaskUs                | — | Gospel2 (5 Wo.)Gospel | Erstveröffentlichung: 28. September 2018                                              |

Weitere Alben
- 1997: Whisper It Loud
- 2001: New Season
- 2001: Nueva Generacion

### Singles
| Jahr               | Titel Album                                                 | Höchstplatzierung, Gesamtwochen, AuszeichnungChartsChartplatzierungen (Jahr, Titel, Album, Platzierungen, Wochen, Auszeichnungen, Anmerkungen) | Anmerkungen                                 |
| Jahr               | Titel Album                                                 | Gospel | Anmerkungen                                 |
| ------------------ | ----------------------------------------------------------- | --- | ------------------------------------------- |
| Israel & New Breed |                                                             | |                                             |
|                    |                                                             | |                                             |
| 2005               | Another Breakthrough Live from Another Level                | Gospel26 (8 Wo.)Gospel |                                             |
| 2005               | Give Thanks Live from Another Level                         | Gospel24 (17 Wo.)Gospel |                                             |
| 2005               | Friend Of God Live from Another Level                       | Gospel17 (26 Wo.)Gospel |                                             |
| 2006               | Again I Say Rejoice Live from Another Level                 | Gospel28 (15 Wo.)Gospel |                                             |
| 2006               | Not Forgotten –                                             | Gospel17 (21 Wo.)Gospel |                                             |
| 2006               | Turn It Around Alive in South Africa                        | Gospel17 (21 Wo.)Gospel |                                             |
| 2008               | With Long Life A Deeper Level                               | Gospel13 (25 Wo.)Gospel | feat. T-Bone                                |
| 2008               | If Not For Your Grace Decade                                | Gospel18 (21 Wo.)Gospel |                                             |
| 2013               | It’s Not Over (When God Is In It) Jesus at the Center: Live | Gospel1 (61 Wo.)Gospel | feat. James Fortune & Jason Nelson          |
| 2015               | How Awesome Is Our God –                                    | Gospel9 (31 Wo.)Gospel | feat. Yolanda Adams                         |
| 2016               | Chasing Me Down –                                           | Gospel15 (27 Wo.)Gospel | feat. Tye Tribbett                          |
| Israel Houghton    |                                                             | |                                             |
|                    |                                                             | |                                             |
| 2009               | Just Wanna Say The Power of One                             | Gospel10 (30 Wo.)Gospel |                                             |
| 2009               | Every Prayer The Power of One                               | Gospel16 (20 Wo.)Gospel | feat. Mary Mary                             |
| 2010               | You Hold My World Love God, Love People                     | Gospel18 (19 Wo.)Gospel |                                             |
| 2011               | Love God Love People Love God, Love People                  | Gospel14 (20 Wo.)Gospel |                                             |
| 2013               | No Turning Back Jesus at the Center: Live                   | Gospel26 (5 Wo.)Gospel | feat. Aaron Lindsey                         |
| 2013               | Sunday Kinda Love –                                         | Gospel6 (21 Wo.)Gospel | feat. Aaron Lindsey, PJ Morton & Nikki Ross |
| 2018               | Reckless Love –                                             | Gospel12 (25 Wo.)Gospel |                                             |
| 2018               | Promise Keeper                                              | Gospel24 (1 Wo.)Gospel | feat. Travis Greene                         |
| 2018               | Secrets –                                                   | Gospel24 (1 Wo.)Gospel | feat. Adrienne Houghton                     |

### Gastbeiträge
| Jahr | Titel Album        | Höchstplatzierung, Gesamtwochen, AuszeichnungChartsChartplatzierungen (Jahr, Titel, Album, Platzierungen, Wochen, Auszeichnungen, Anmerkungen) | Anmerkungen                            |
| Jahr | Titel Album        | Gospel | Anmerkungen                            |
| ---- | ------------------ | --- | -------------------------------------- |
| 2017 | In Your Presence – | Gospel18 (1 Wo.)Gospel | William McDowell feat. Israel Houghton |

### Weitere Veröffentlichungen
- 2002: Champions for Christ – Hi5 (worship leader)
- 2004: Where Are the Fathers? aus He-Motions (EMI Gospel)
- 2003: Send Me to the Nations aus A Wing & A Prayer (EMI Gospel)
- 2002: We Speak to Nations (Lakewood Live; Integrity)
- 2004: Cover the Earth (Lakewood Live; Integrity)
- 2006: The Gift: A Christmas Presentation (Lakewood Live)
- 2007: Free to Worship (Lakewood Live)
- 2007: Moving Forward (Free Chapel Live)
- 2008: Hope For Today Worship (Lakewood Worship, Vol. 2)[12]
- 2009: Free Chapel Live: Power of the Cross (Integrity)
- 2009: New Breed Live: Generation Love
- 2011: Echo: Forward Conference (Free Chapel Live)
- 2014: Covenant Worship: Kingdom

### Videoalben
- 2004: Live From Another Level (US: Gold)
- 2012: Jesus at the Center: Live

## Auszeichnungen
| Jahr | Auszeichnung       | Kategorie                                | Titel | Ergebnis  |
| ---- | ------------------ | ---------------------------------------- | --- | --------- |
| 2005 | Stellar Awards     | Male Vocalist of the Year                | Live from Another Level | Gewonnen  |
| 2005 | Stellar Awards     | Contemporary Gospel Album of the Year    | Live from Another Level | Gewonnen  |
| 2005 | GMA Dove Award     | Male Vocalist of the Year                | | Nominiert |
| 2005 | GMA Dove Award     | Song of the Year                         | "Friend of God" | Nominiert |
| 2005 | GMA Dove Award     | Contemporary Gospel Album of the Year    | Live from Another Level – Israel & New Breed                                                                                          | Gewonnen  |
| 2005 | GMA Dove Award     | Contemporary Gospel Song of the Year for | "Again I Say Rejoice" | Gewonnen  |
| 2007 | GMA Dove Award     | Song of the Year                         | "Friend of God" | Nominiert |
| 2007 | GMA Dove Award     | Contemporary Gospel Song of the Year     | "Not Forgotten" | Gewonnen  |
| 2007 | GMA Dove Award     | Praise & Worship Album of the Year       | Alive in South Africa – Israel & New Breed                                                                                            | Nominiert |
| 2007 | GMA Dove Award     | Long Form Music Video of the Year        | Live From Another Level – Israel & New Breed                                                                                          | Nominiert |
| 2007 | Grammy Awards 2007 | Best Traditional Gospel Album            | Alive in South Africa | Gewonnen  |
| 2007 | Dove Awards        | Contemporary Gospel Song of the Year     | "Turn It Around" | Gewonnen  |
| 2007 | Dove Awards        | Contemporary Gospel Album of the Year    | It's Not Over | Gewonnen  |
| 2007 | Dove Awards        | Choral Collection of the Year            | Again I Say Rejoice: Celebrating The Songs Of Israel Houghton – Various Artists                                                       | Nominiert |
| 2007 | Dove Awards        | Long Form Music Video of the Year        | Alive In South Africa – Israel & New Breed                                                                                            | Nominiert |
| 2008 | Dove Awards        | Producer of the Year                     | | Nominiert |
| 2008 | Dove Awards        | Contemporary Gospel Song of the Year     | "Say So" | Gewonnen  |
| 2008 | Dove Awards        | Contemporary Gospel Album of the Year    | A Deeper Level | Gewonnen  |
| 2008 | Grammy Awards 2008 | Best Gospel Performance                  | "With Long Life" – Israel and New Breed feat. T-Bone                                                                                  | Nominiert |
| 2008 | Grammy Awards 2008 | Best Pop/Contemporary Gospel Album       | A Deeper Level – Israel and New Breed                                                                                                 | Gewonnen  |
| 2010 | Dove Awards        | Contemporary Gospel Song of the Year     | "Every Prayer" | Nominiert |
| 2010 | Dove Awards        | Contemporary Gospel Song of the Year     | "The Power of One (Change the World)"                                                                                                 | Gewonnen  |
| 2010 | Dove Awards        | Urban Song of the Year                   | "Just Wanna Say" (tie) | Gewonnen  |
| 2011 | Dove Awards        | Male Vocalist of the Year                | | Nominiert |
| 2011 | Dove Awards        | Contemporary Gospel Song of the Year     | "You Hold My World" | Nominiert |
| 2011 | Dove Awards        | Contemporary Gospel Album of the Year    | Love God, Love People | Gewonnen  |
| 2011 | Grammy Awards 2011 | Best Gospel Song                         | "Every Prayer" – Israel Houghton & Mary Mary                                                                                          | Nominiert |
| 2011 | Grammy Awards 2011 | Best Pop/Contemporary Gospel Album       | The Power Of One | Gewonnen  |
| 2011 | Grammy Awards 2011 | Best Gospel Performance                  | "You Hold My World" | Nominiert |
| 2011 | Grammy Awards 2011 | Best Pop/Contemporary Gospel Album       | Love God, Love People | Gewonnen  |
| 2012 | Grammy Awards 2011 | Best Contemporary Christian Music Song   | "Your Presence Is Heaven" (tie); Israel Houghton & Micah Massey, Songwriter                                                           | Gewonnen  |
| 2012 | Grammy Awards 2011 | Best Gospel Album                        | Jesus at the Center: Live – Israel & New Breed                                                                                        | Nominiert |
| 2015 | Grammy Awards 2016 | Best Gospel Performance / Song           | "How Awesome Is Our God" – Israel & New Breed feat. Yolanda Adams; Neville Diedericks, Israel Houghton & Meleasa Houghton, Songwriter | Nominiert |
| 2015 | Grammy Awards 2016 | Best Gospel Album                        | Covered: Alive In Asia – Israel & New Breed                                                                                           | Gewonnen  |